# Добронадіївка
Добронаді́ївка (колишні назви: Дібрівка, Добрівка, Добра, Добра Надія) — село в Україні, у Попельнастівській сільській громаді Олександрійського району Кіровоградської області. Населення становить 543 особи. Колишній центр Добронадіївської сільської ради.

## Історія

Будівля Добронадіївської сільради.

Село виникло в середині XIX століття з переселенців села Ізмайлівка (волость Ново-Стародуб). Про це свідчить запис в історичному виданні «Історія міст і сіл України. Кіровоградська область». Землями володів поміщик Зерваницький М. І.
Старожили села Кабаніст Андрій та Улита свідчили: «На землях Зерваницького була діброва (в балці, що над ставком), тому село стали називати Дібрівкою. Діброва складалася з дубів, ясенів, осокорів, чагарників. Все це пішло на будівництво хат і садиби поміщика. Він дозволив порубку лісу. Жителі села були вдячні йому і старанно обробляли землю».
Спочатку було 18 сімей. За даними подвірного перепису Олександрійського повіту 1859, 1886, 1916 років можемо простежити динаміку росту населення.
В 1859 — 18 дворів, 42 чоловіків, 35 жінок. В 1886 — 39 дворів, 118 чоловіків, 113 жінок. В 1916 63 двори, 180 чоловіків, 197 жінок.
Спочатку село розташувалося на пагорбі над ставом. Будинок пана знаходився на місці, що біля футбольного поля (практично найвища місцина села). Він під час першої російської революції був поруйнований, але залишки ще довго нагадували про будівлю пана. Переглядаючи карту Генерального плану, можна побачити, що уже в 1833 році на місці нинішнього села позначено поселення без назви — «Хутір». Земельне володіння під номером 205 включає до себе землі Ізмайлівки і далі на схід землі вздовж річки Овнянки, власне до земель сучасної Добронадіївки. Отже, вже в 30-ті роки XIX століття поселення існувало.
Перші хатини збудовано від ставу і вище, де нині провулок Леніна.
Будувалися вони напівзаглибленими в землю (характерно для степової України, оскільки існувала проблема із опаленням — відсутність лісів). На сьогоднішній день не збереглося жодної такої хати.
На 1886 рік в Добрій Надії було 39 господарських дворів (118 чоловіків та 113 жінок) — (дані обласного архіву № 238 за 1886 р.) практично усі українці та колишні поміщицькі селяни і лише кілька купців та міщан.
В 1891 році землями с. Добра Надія (хуторів Золотухи, Ізмайлівка, Овнянка і Пустельниково) володів поміщик Микола Іванович Зерваницький. Всього землі в нього було 2542 десятин, 352 сажні.
В 1894 році землями села Добра Надія володів селянин за походженням Федір Полікарпович Півняк. В нього було 554 десятин, 683 сажні.
А в 1908 році Півняку стали належати і землі с. Богданівки та Михайлівки — всього 1195 дес. 871 сажень.
Землекористування в 1894 році виявило таку картину:
2-3 десятини всього 4-6 дес. всього 6-11
десятин всього 11-16
десятин всього безземе
льних Без всякого скоту
14 власників 49 дес. 4 вл. 22 дес 16 вл. 116 дес. 1 вл. 12,5 дес. 4 8
Землевласники: Півняк Ф. П. — 554 дес.683 сажені
Дубров — 150 дес, Горовецький — 300 десятин, Цупко — 180 десятин, Зерваницький — 2542 десятини (із розповіді старожила 1888 р.)
Населення с. Добра Надія в кінці XIX ст.. до Жовтневої революції займалося сільським господарством. Всього до революції населеному пункту належало 200 га орної землі та 50 га невдобу (як говорили старожили).
Селяни брали участь у Жовтневому перевороті 1917 року. Деякі з них (Бугара Петро Іванович, Мірошниченко Григорій Іванович, Донченко Костянтин Іванович, Тищенко Ілля Микитович, Воробйов Дмитро, Кабаніст Андрій Якимович та інші) пішли на фронти І світової війни, були учасниками Жовтневої революції, громадянської війни і з'явилися в селі лише в 1922 році.
В 1927 році в селі було створено ТСОЗ «Передовик». Організували його селяни-бідняки з села Морозівка (12 дворів) і з села Добра Надія (4 двори).
З 1928 р. члени ТСОЗу прийняли «Статут с/г артілі», яка так і носила назву «Передовик». Головою артілі був Філоненко Іван Володимирович, пізніше в 1930 — Дігтяр.
Станом на 1932—1933 роки село Добронадіївка відносилося до Червонокам"янського району Дніпропетровської області.

### Голодомор

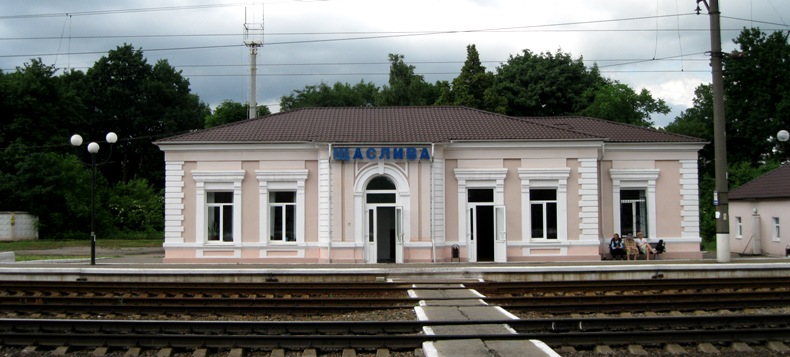
Станція «Щаслива».

Чорною сторінкою в історії села, як і всього українського народу, став голодомор 1932—1933 років. В цей період на території села основним підприємством була залізнична станція «Щаслива». Вона забезпечувала робочими місцями жителів робітничого селища (частина села на північ від станції). Також функціонував перевалочний пункт (директор Стаднік Василь Іванович). Від станції йшла окрема залізнична колія, були складські приміщення. Сюди звозили з навколишніх сіл овочі та фрукти, проводилася їх засолка з подальшою відправкою споживачам. Поряд знаходилися склади із лісом, вугіллям. Також діяли бурякоприймальне та хлібоприймальне підприємства, ТСОЗ «Передовик» (Керівник Дігтяр).
За роки замовчування цього страшного лиха багато втрачено. Померли свідки, зрівнялися з землею могили на старому кладовищі, розміщеному на пагорбі над ставом. Ці могили навіть не позначені хрестами. Тільки рідні знали, хто похований, скільки в могилі страдницьких душ. Сьогодні там практично рівна місцина, густо покрита травою, а ранньої весни тут ніжні підсніжники встеляють землю.
Ні точних, ні приблизних даних про кількість жертв голодомору встановити не можна, оскільки ніяких документів про це не збереглося. Зараз у селі проживає 91 свідок голодомору. 11 з них жили в той час у Добронадіївці. З них тільки один заявив про смерть у сім'ї маленького брата. Середній вік свідків на той час становив 4-5 років.
Старожили стверджують, що саме завдяки тому, що на території села окрім колгоспу функціонували підприємства, залізниця — це в значній мірі рятувало жителів від голодної смерті.

### Друга Світова війна
ІІ світова війна увійшла в кожну оселю добронадіївців. Із села мобілізовано на фронти Німецько-радянської війни 103 чоловіки. Загинули — 61, відзначено нагородами 59. Частину молодого населення вивезено до Німеччини. Кулішенко В. П. (уроженець Морозівки) та Пузиревський С. С. брали участь у параді 1945 року на Красній Площі у Москві.
Під час війни німецька військова комендатура знаходилася в приміщенні будинку, що біля поштового відділення. Територію Добронадіївки було визволено 19 жовтня 1943 року, що підтверджує повідомлення Радінформбюро за 19.10.1943року: «Юго-восточнее города Кременчуг наши войска, ломая сопротивление противника, продолжали развивать наступление и с боем овладели городом и крупным железнодорожным узлом Пятихатки, а также заняли более 100 населенных пунктов, среди которых крупные населенные пункты Краснобратское, Червона-Каменка, Рублёвка, Виноградовка, Добро-Надеждовка, Жёлтое, Пальмира, Чистополье, Новая Украинка, Матрёновка, Акимовка, Пушкарёвка и железнодорожные станции Счастливая, Зелёная, Яковлевка. Таким образом, важнейшая коммуникация немцев, железная дорога Днепропетровск — Знаменка, перерезана нашими войсками…»
У звільненні Добронадівки та окружних сіл брали участь 33 гвардійський стрілецький корпус, 6 гвардійська повітряно-десантна дивізія, 9 гвардійська повітряно — десантна дивізія, 111 стрілецька дивізія (книга А. С. Пономаренка «Вони принесли свободу». Олександрійсько-Знам"янська операція. — КП "Олександрійська міська друкарня, " −2004 рік.)
Лавренчук Петро Михайлович — ветеран війни почесний громадянин міста-героя Севастополь.
Тараненко Андрій Стефанович — ветеран війни, почесний громадянин міста Овідіополь.

### Відбудова та сьогодення
Тяжким випробуванням став голод 1946—1947 року для жителів села. В якійсь мірі рятувало те, що багато жителів були зайняті на виробництві: хлібоприймальне підприємство, перевалка, залізниця. Але особливо важко було колгоспникам.
В 1950 році відбулося укрупнення колгоспу на основі земель 3-х колгоспів (с. Добра Надія — «Передовик», с. Катеринівка — «Петровського» і с. Зелений Барвінок — «17 партз'їзду»). Колгосп одержав назву — імені Петровського.
Довгий час головою колгоспу ім. Петровського був Брайловський Григорій Володимирович. Перебуваючи на цій посаді, він вивів колгосп у число мільйонерів, збудував свинокомплекс. Був делегатом партз'їзду у Москві. Нагороджений Орденом Леніна.
У 1979 році його змінив на цій посаді Лукій В. А., а в 1985 році головою колгоспу став Коротя А. В. і займав цю посаду до 2002 року. В цей час село газифікують, прокладено асфальтовані дороги.
У 50-70 -х роках головою сільської ради була Заброда Ольга Іванівна. Родом із Морозівки. Працювала агрономом при МТС . Після розформування її — була призначена головою сільради. Була принциповим і справедливим керівником, яку всі поважали. З ініціативи Ольги Іванівни в селі гуртом збудували клуб. Робили це в основному у вихідні дні. За будівельний матеріал слугувала глина та солома. Закінчення його будівництва було великим святом усієї сільської громади. Приблизно в цей час було збудовано нове приміщення сільської ради. В 1967 році (пізньої осені) було переведено керівництво села до нової будівлі. Запам'яталася жителям села Ольга Іванівна своєю нетерпимістю до пияцтва.
Станом на 1972 рік населення села становило 1028 чоловік. Колгоспу належало 4885га сільськогосподарських угідь, 4365га з них — орна земля.
В 70-80-ті роки сільську раду очолювали Донченко Владислав Костянтинович та Логінова Алла Іванівна. Це період, коли активно йшло будівництво житла (будинки вулицею Енгельса та Першотравневою збудовано сільський Будинок культури.
Посада голови сільської ради стала виборною тільки в 1994 році. На той час головою був Присяжний Василь Іванович. Родом із с. Журовка Шполянського району Черкаської області. Народився 03.05. 1942 року, закінчив Олександрійський зооветеринарний технікум в 1960 році. Працював фельдшером на Щасливській ветеринарній дільниці за направленням. З 1964 року — головний ветлікар у колгоспі ім. Петровського. В 1977 році закінчив заочно Харківський ветеринарний інститут. В 1992 році призначений на посаду голови сільської ради. Займав цю посаду до 2006 року.
З 2006 року сільський голова — Балаєскул Валентина Іванівна. Корінна жителька села Добронадіївка, випускниця Добронадіївської школи, має вищу економічну освіту. До 2006 року займала посаду заступника директора агрофірми «Добронадіївська».

## Населення
Згідно з переписом УРСР 1989 року чисельність наявного населення села становила 709 осіб, з яких 305 чоловіків та 404 жінки.
За переписом населення України 2001 року в селі мешкала 821 особа.

### Мова
Розподіл населення за рідною мовою за даними перепису 2001 року:
| Мова       | Відсоток |
| ---------- | -------- |
| українська | 94,42 %  |
| російська  | 4,49 %   |
| білоруська | 0,36 %   |
| грецька    | 0,12 %   |
| інші       | 0,61 %   |

## Розповідь старожилів села
Десь в 1880 році з села Новостародуб прибув поміщик Зерваницький, який закупив тут землі, щось до 400 га. Частину цих земель купив у держави, а частину в поміщика Трифильєва, що жив у селі Приютівка (бо він організував «приют» для всіх селян-утікачів, розбійників, які покаялися). Вимушений був це робити, бо обробляти землю не було кому.
Поміщик Трифильєв частину землі продав Зерваницькому, бо він не міг налагодити їх обробіток, і землі пустували. Зерваницький купив ці землі і частину селян (35 сімей) переселив з Новостародуба. Це були бідні сім'ї, тому він допоміг їм в будівництві житла.
В архіві міста Кіровограда є дані, що населення Дібрівки становило на 1881 рік — 102чол. Це сім'ї з 2-3-4 чоловік (всього 35 сімей). На землях Зерваницького була діброва (в балці, що над ставком), тому село стали називати Дібрівкою. Діброва складалася з дубів, ясенів, осокорів, чагарників. Все це пішло на будівництво хат і садиби поміщика. Він дозволив порубку лісу. Жителі села були вдячні йому і старанно обробляли землю. Перші хати в селі не збереглися. Останньою зникла хата Бугари Івана (на місці де живе Трикозенко Д. А.).
В селі Куколівка проживала сім"я на прізвище Пупко. Роботящі, вмілі і дуже лагідні люди. Але їх біда була в тому, що всі були неписьменні. Коли помер батько, то залишив велике господарство і гроші сину. Але він навіть не вмів полічити ці гроші, не те щоб пустити в якесь «діло». А поряд в селі Трудовка (нині Дівоче Поле) жив його кум Півняк — середняк по господарству, письменний трохи, дуже жвавий і дуже розумний селянин.
Ось він Пупку і запропонував: «Куме, хай твої гроші, а мій розум — і будемо господарювати». Так і вирішили. Пупко віддав гроші Півняку, а той купив за них 200 га землі: частину в Ганнівці Петрівського р-ну, частину десь в Голопристанському р-ні і приблизно 100 га в Зерваницького. Ось тут в Дібрівці (найближче до Трудовки) і оселився Півняк, побудувавши садибу на місці, де була стара контора колгоспу.
Одержавши хороший врожай на цих землях, Півняк за кілька років розрахувався з Пупком. Зате тепер він мав 200 га власної землі. Селянський банк тепер давав йому позичку, скільки він хотів. І Півняк скупляв і скупляв землі й багатів. Перед революцією у (1916 року, архівні дані) він уже мав 1867 га землі. Був багатим господарем, але звання носив селянське. Хтось йому порадив, що в поміщики він не зможе вийти, це складна справа (хоч по багатству він уже поміщик), а в купці вийти зможе. Треба тільки щось виробляти і продавати, тоді виб'єшся в купці. На цей час царизм планував провести залізницю з Києва до Юзівки (Донецьк), яка б з'єднала рудні багатства Кривого Рогу з Донбасом. (Це період економічного розквіту півдня Росії). Вона мала проходити з Олександрії через Куколівку і на пряму до станції Зеленої. Але розторопний Півняк, за великі гроші, добився від плановиків змістити будівництво залізниці південніше Куколівки з метою збуту своєї продукції. Вона мала тепер пройти по його землях. Він навіть побудував невеличкий цегляний завод (там, над балкою), щоб допомогти в будівництві залізничних станцій: Королівки, Зеленої і Щасливої. Так, що ці станційні приміщення і інші будови складені з цегли з буквою «П» (Півняк).
Разом з тим, це наближало його до звання «купець». Біля села Зелений Гай (якого ще тоді не було, а землі там належали Півняку) він побудував горілчаний завод (там і зараз є руїни чи признаки його). Горілку варили з ріпи, яку вирощували на десятках гектарів біля його садиби, де зараз колгоспний город.
Поки не було залізниці, горілку в бочках возили до міста Олександрії, а коли в 1902 році побудували залізницю і станцію, Півняк сплавляв свою продукцію залізницею. Йому в усьому щастило, адже він своєю цеглою допоміг у будівництві залізничної станції і був там «своєю людиною».
Дочка Півняка Поліна була одружена з Винькою з Червоної Кам'янки. Півняк допоміг Винці «вийти в люди» і побудував млин (приблизно там де зараз живуть Потоцькі). Млин існував недовго, але відіграв велику роль в розвитку навколишніх сіл. Адже молоти зерно було ніде, або дуже далеко везти по бездоріжжю. По плану будівництва залізниці млин підлягав знесенню. Винька не шкодував, бо на цей час він встиг посваритися з тестем і з великою охотою повернувся до Червоної Кам'янки, де заснував паровий млин (той, що згорів уже в наш час).
У Півняка був син Федір (військовий) освічений, чемний, розумний. Приїхавши гостювати до батька в 1916 році (з фронту, бо йшла Перша світова війна), він радив батькові розпродати землі, багатство і повернутися у Трудовку, стати селянином, яким був колись (мовляв все рівно революція все відбере). Півняк розсердився і ледве не вигнав сина. Багатство змінило психологію людини: з доброго, чуйного батька вийшла черства, жорстока людина.
Село розросталося, народжувалися діти і всі намагалися далеко не відходити від своїх батьків, будували житла і жили, як уміли, як могли. З'явилися цілі династії — Копильченків, Стеблинів, Бугарів і т. д.

## Інше
Якщо їхати з районного міста Олександрії в напрямку міста Дніпропетровськ, то через 25 км шляху в очі обов'язково кинеться вельми цікава назва: «ст. Щаслива». А коли подорожній дізнається, що тут знаходиться ще й село з романтичною назвою Добра Надія, то завжди постає питання: що ж це за особлива місцевість така?
А місцевість дійсно особлива. Декілька років поспіль наше село навідують жителі окружних сіл у пошуках садових плодів, оскільки в них вони були знищенні ще під час цвітіння весняними заморозками. Бурі, град, ураган милостиво минають наше село, коли окружні села від них потерпають. Старожили Добронадіївки запевняють, що коли і є у нас неврожаї, то вже один раз на 10 років обов'язково буде такий, який покриває всі недороди минулих літ.
Чи не мають доброї надії та щастя жителі села від того, що в найскрутніші часи сьогодення, коли проблемою було приїхати до міста через кризу в транспортному зв'язку, нас милостиво «підбирали» міжміські автобуси на трасі Київ — Дніпропетровськ, що проходить поблизу села, чи пасажирські потяги Одеської залізниці, яка пролягає через село. А ще в селі прокладені асфальтовані дороги, є природний газ. А які в нас краєвиди! Які люди! Отже, дійсно місцевість надзвичайна, навіть таємнича.
Освічені люди в певній мірі можуть усе пояснити з наукової точки зору. На нашій легендарній станції викарбувано число 159 (що означає: 159 метрів над рівнем моря). Отже, ми знаходимося на височині . Дійсно, працюючи в полі, на відкритій місцевості з різних точок села ми бачимо і краєвиди Червоної Кам'янки, і труби Жовтих Вод, і віддалені будови Олександрії. Деякі природні явища легко можуть пояснити географи, метеорологи, але без пояснень виходить якось казковіше і таємничіше. Так навіть краще, особливо якщо поринути в світ легенд нашого села.
Добра Надія має відносно коротку, але дуже цікаву історію. Дійсно, село утворилося в середині 19 століття. Для історії час невеликий. Але скільки поколінь змінилося, пішло в небуття, а з ними і все те, що так зараз для нас багато важить — пам'ять, історична правда. І слава Богу, що, передаючись з уст в уста, дійшли до нас легенди, пов'язані з нашим селом. Одна з них пояснює назву нашої станції, а вона названа так, як сусіднє село, а не наше рідне.
Управління залізничним транспортом за часів царського уряду знаходилося в Петербурзі . Коли йшло будівництво залізниці, яка проходить через наше село, то пан Півняк був дуже занепокоєний, що станція буде знаходитися за багато кілометрів від Доброї Надії. А вона була б така доречна саме тут! Управління так далеко — аж в столиці, а станція — це лише крапочка на карті великої імперії… Для жителів села ж — великі переваги і вигоди. На згоду місцевих чиновників вплинув хабар шановного пана Півняка. Легенда свідчить, що саме йому ми завдячуємо цяточкою на карті залізниць під назвою «Щаслива».
Звичайно ж: «Сказка ложь, да в ней намек…»
Декілька років тому на пероні нашого вокзалу помітили дещо дивну людину. Явно не з «наших», з дорогою відеокамерою, інтелігентного вигляду. На запитання "Хто ви і звідки? " відповів, що приїхав на Батьківщину із Франції і розповів ще одну легенду — бувальщину.
В районі села Ганнівка стояв маєток пана Петрова, який мав у власності невеликий цегельний завод. Мав дворянське походження (на відміну від Півняка), брав участь у російсько — японській війні, де і загинув. Незадовго до цього, будучи патріотом, зголосився допомогти будівництву приміщення залізничного вокзалу. Цегла з позначками його заводу по сьогоднішній день зберігає пам'ять про цю людину. Саме йому надали право назвати залізничну станцію на урочистому мітингу з нагоди її відкриття .Доля закинула нащадків Петрова до Франції, та кожна людина прагне торкнутися до своїх витоків, до місць, з якими пов'язана історія роду.
Онук Петрова (Петров — Нікіфоров) — композитор, диригент і виконавець класичної музики — можливо востаннє побував на Батьківщині і залишив на згадку лазерний диск зі своїми музичними записами. І дещо важливіше: урок нам. Урок історії, урок духовності, урок пам'яті.
У 2003 році приміщення залізничної станції було реконструйоване. Тепер це сучасна будова з новітніх будматеріалів. І цегла пана Петрова не фігурує більше на стінах вокзалу. Вона є, але перехожий не побачить її за товщею нової штукатурки.
Дивна річ історія… Вона є, ніхто її не знищує, але байдужість призводить до забуття. Дуже б хотілося, щоб наша історія, наша пам'ять не покрилася товстою «штукатуркою» безпам'ятства, і наші діти, наші онуки змогли б доторкнутися до джерел духовності.
Витоки